# Markus Schubert
Markus Schubert (Freiberg, 12 juli 1998) is een Duits voetballer die speelt als doelman. In juli 2024 verruilde hij Vitesse voor SC Paderborn.

## Clubcarrière
Schubert speelde in de jeugd van SV Lok Nossen en Riesaer SC, alvorens hij als dertienjarige in de jeugd van Dynamo Dresden terechtkwam. Bij deze club zou de doelman zijn debuut maken op 28 november 2015, toen met 0–0 gelijkgespeeld werd tegen Preußen Münster en Schubert de hele wedstrijd mocht keepen. Dat seizoen promoveerde Dynamo als kampioen van de 3. Liga naar de 2. Bundesliga. Op het tweede niveau speelde hij respectievelijk nul en negen competitiewedstrijden, voor hij vanaf de zomer van 2018 eerste keuze werd onder de lat. In juli 2019 verkaste Schubert transfervrij naar Schalke 04, waar hij zijn handtekening zette onder een verbintenis voor de duur van vier seizoenen. In zijn eerste seizoen in Gelsenkirchen kwam de doelman tot negen optredens in de Bundesliga.
Hierna werd hij voor het seizoen 2020/21 op huurbasis ondergebracht bij Eintracht Frankfurt, terwijl Frederik Rønnow de omgekeerde weg bewandelde en door Schalke gehuurd werd. Bij Frankfurt zat Schubert het gehele seizoen op de bank en nadat zijn contract was afgelopen, nam Vitesse hem in de zomer van 2021 transfervrij over. In Arnhem tekende hij voor drie jaar. In zijn eerste seizoen begon hij als eerste doelman, maar in december 2021 verloor hij zijn plek aan Jeroen Houwen. Het seizoen erna kregen na een blessure ook Kjell Scherpen en Daan Reiziger de voorkeur, waardoor Schubert vierde keuze onder de lat werd. In januari 2023 wees hij een vertrek bij Vitesse af. Na afloop van het seizoen 2023/24 liep zijn contract af en hierop verkaste Schubert naar SC Paderborn.

## Clubstatistieken
| Seizoen | Club                  | Competitie    | Competitie | Competitie | Beker | Beker | Internationaal | Internationaal | Totaal | Totaal |
| Seizoen | Club                  | Competitie    | Wed.       | Dlp.       | Wed.  | Dlp.  | Wed.           | Dlp.           | Wed.   | Dlp.   |
| ------- | --------------------- | ------------- | ---------- | ---------- | ----- | ----- | -------------- | -------------- | ------ | ------ |
| 2015/16 | Dynamo Dresden        | 3. Liga       | 1          | 0          | 0     | 0     | —              | —              | 1      | 0      |
| 2016/17 | Dynamo Dresden        | 2. Bundesliga | 0          | 0          | 0     | 0     | —              | —              | 0      | 0      |
| 2017/18 | Dynamo Dresden        | 2. Bundesliga | 9          | 0          | 1     | 0     | —              | —              | 10     | 0      |
| 2018/19 | Dynamo Dresden        | 2. Bundesliga | 31         | 0          | 1     | 0     | —              | —              | 32     | 0      |
| 2019/20 | Schalke 04            | Bundesliga    | 9          | 0          | 1     | 0     | —              | —              | 10     | 0      |
| 2020/21 | → Eintracht Frankfurt | Bundesliga    | 0          | 0          | 0     | 0     | —              | —              | 0      | 0      |
| 2021/22 | Vitesse               | Eredivisie    | 21         | 0          | 0     | 0     | 8              | 0              | 29     | 0      |
| 2022/23 | Vitesse               | Eredivisie    | 0          | 0          | 0     | 0     | —              | —              | 0      | 0      |
| 2023/24 | Vitesse               | Eredivisie    | 0          | 0          | 4     | 0     | —              | —              | 4      | 0      |
| 2024/25 | SC Paderborn          | 2. Bundesliga | 0          | 0          | 0     | 0     | —              | —              | 0      | 0      |
| Totaal  | Totaal                | Totaal        | 71         | 0          | 7     | 0     | 8              | 0              | 86     | 0      |

Bijgewerkt op 22 juli 2024.

## Erelijst
| 3. Liga | 1 | 2015/16 |